# Hoogstraalia imberbis
Hoogstraalia imberbis är en loppart som beskrevs av Smit 1979. Hoogstraalia imberbis ingår i släktet Hoogstraalia och familjen Pygiopsyllidae. Inga underarter finns listade i Catalogue of Life.